# Týniště nad Orlicí
Týniště nad Orlicí (en allemand : Tinischt an der Adler) est une ville du district de Rychnov nad Kněžnou, dans la région de Hradec Králové, en République tchèque. Sa population s'élevait à 6 187 habitants en 2024.

## Géographie
Týniště nad Orlicí est arrosée par la Divoká Orlice, un affluent de l'Orlice, et se trouve à 15 km à l'ouest de Rychnov nad Kněžnou, à 20 km à l'est-sud-est de Hradec Králové et à 118 km à l'est de Prague.

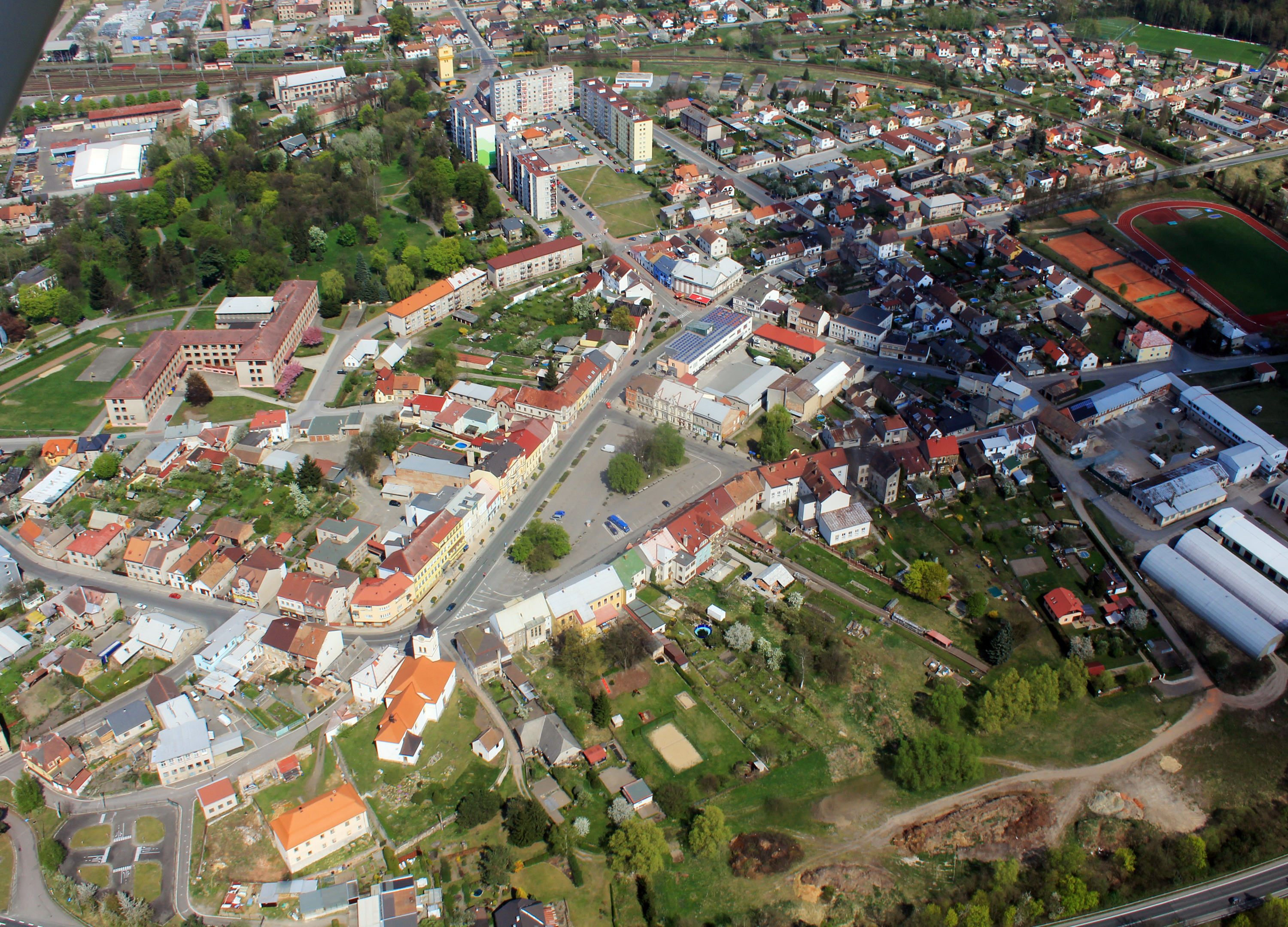
Vue aérienne oblique du centre-ville.

La commune est limitée par Ledce et Bolehošť au nord, par Voděrady, Lično et Olešnice à l'est, par Čestice, Lípa nad Orlicí, Žďár nad Orlicí, Albrechtice nad Orlicí et Vysoké Chvojno au sud, et par Běleč nad Orlicí et Třebechovice pod Orebem à l'ouest.

## Histoire
L'origine de la ville remonte au XIe siècle.

## Administration
La commune se compose de cinq sections :
- Křivice
- Petrovice
- Petrovičky
- Rašovice
- Štěpánovsko
- Týniště nad Orlicí

## Galerie

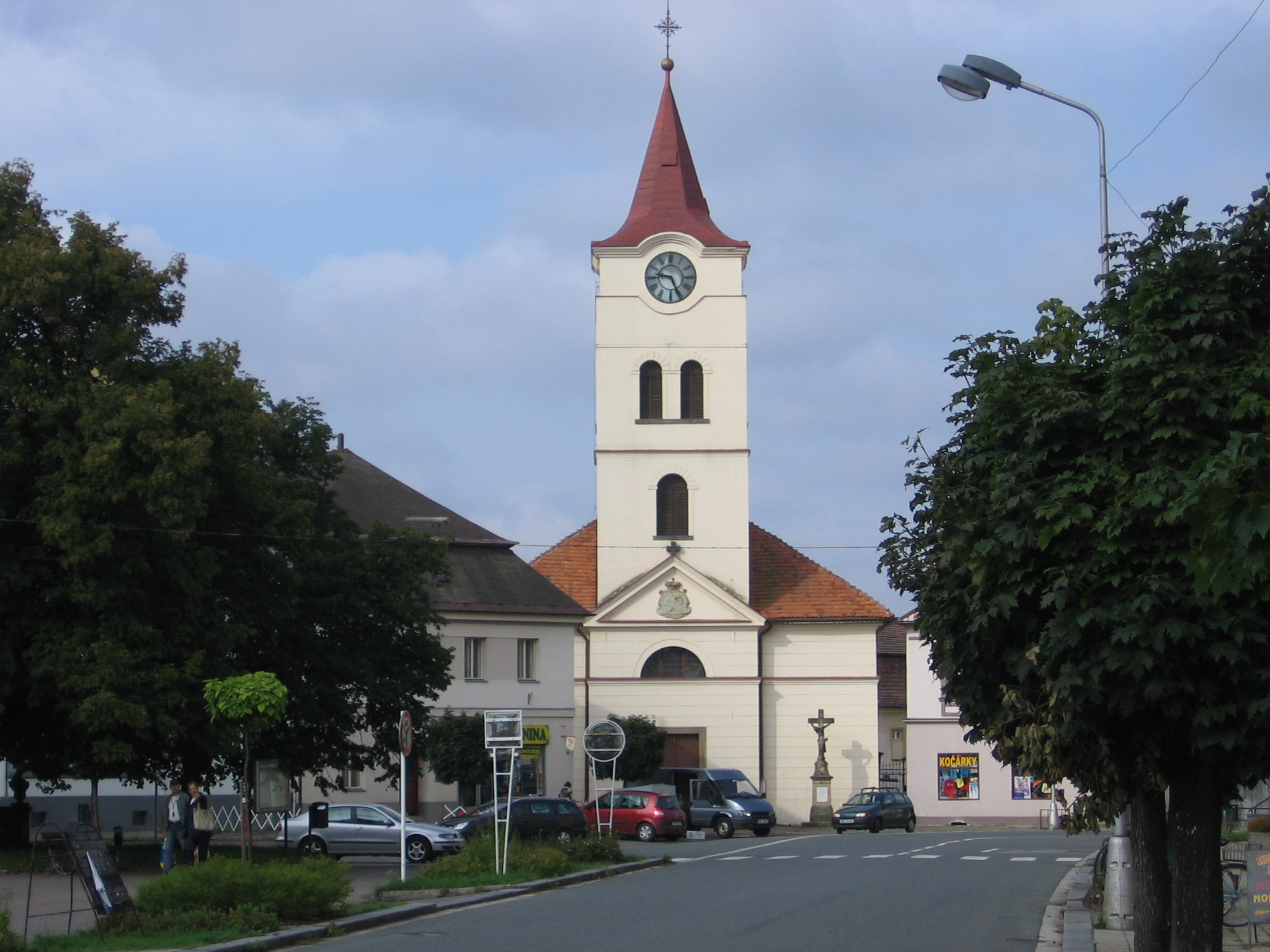
Église Saint-Nicolas.
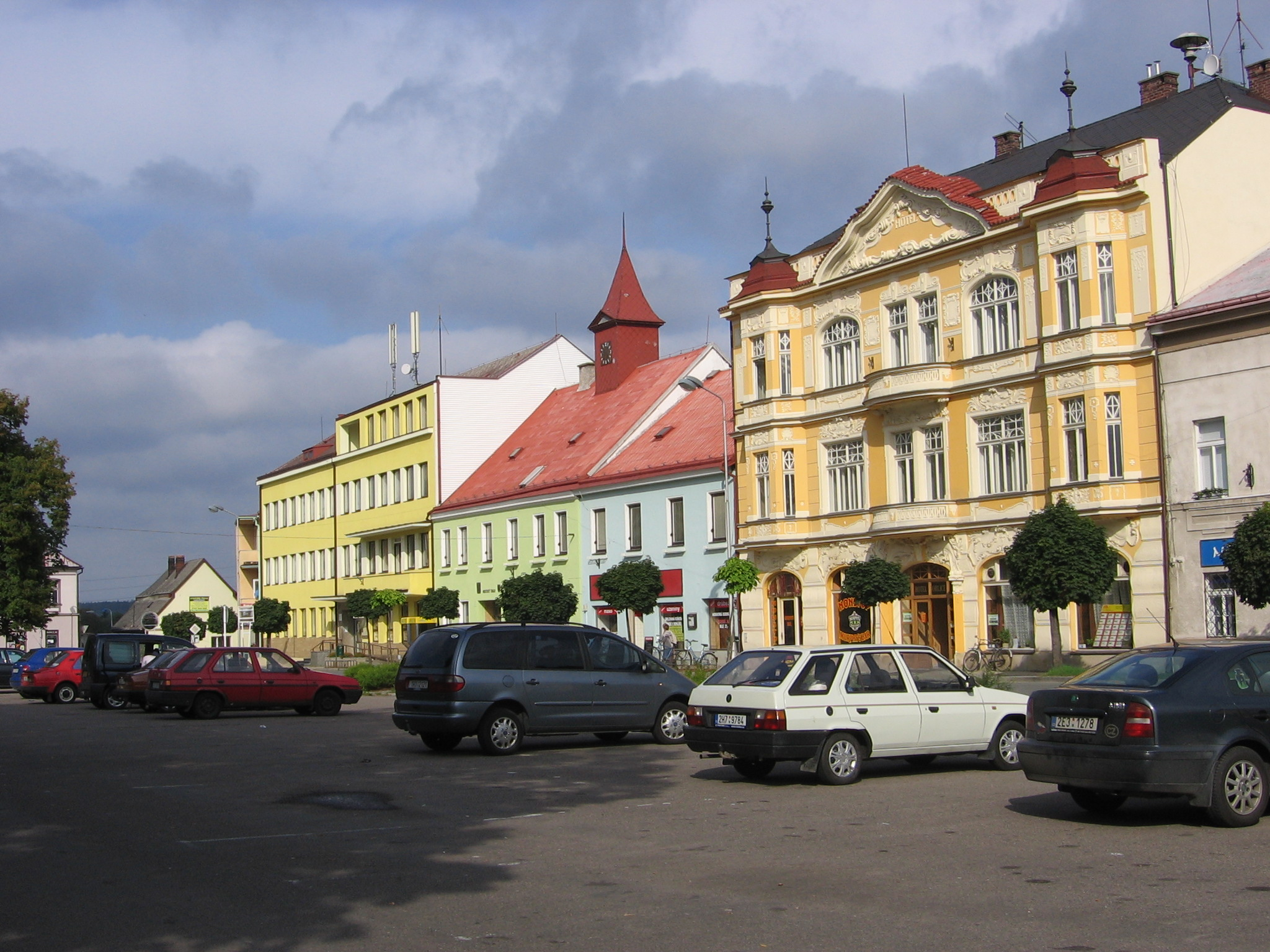
Place de la Paix.

## Transports
Par la route, Týniště nad Orlicí se trouve à 9 km de Třebechovice pod Orebem, à 19 km de Rychnov nad Kněžnou, à 21 km de Hradec Králové et à 139 km de Prague. 

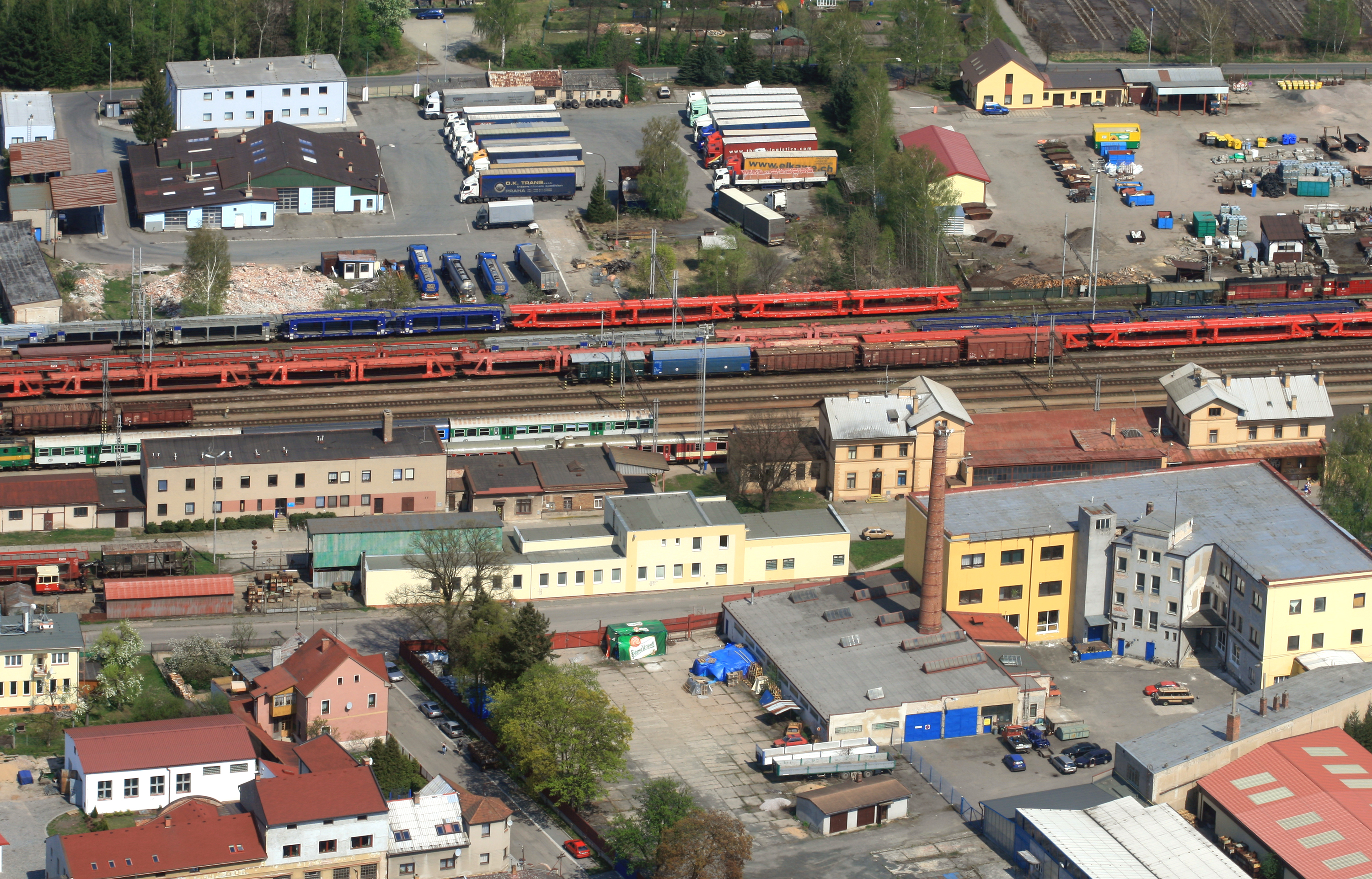
Týniště nad Orlicí : gare ferroviaire.
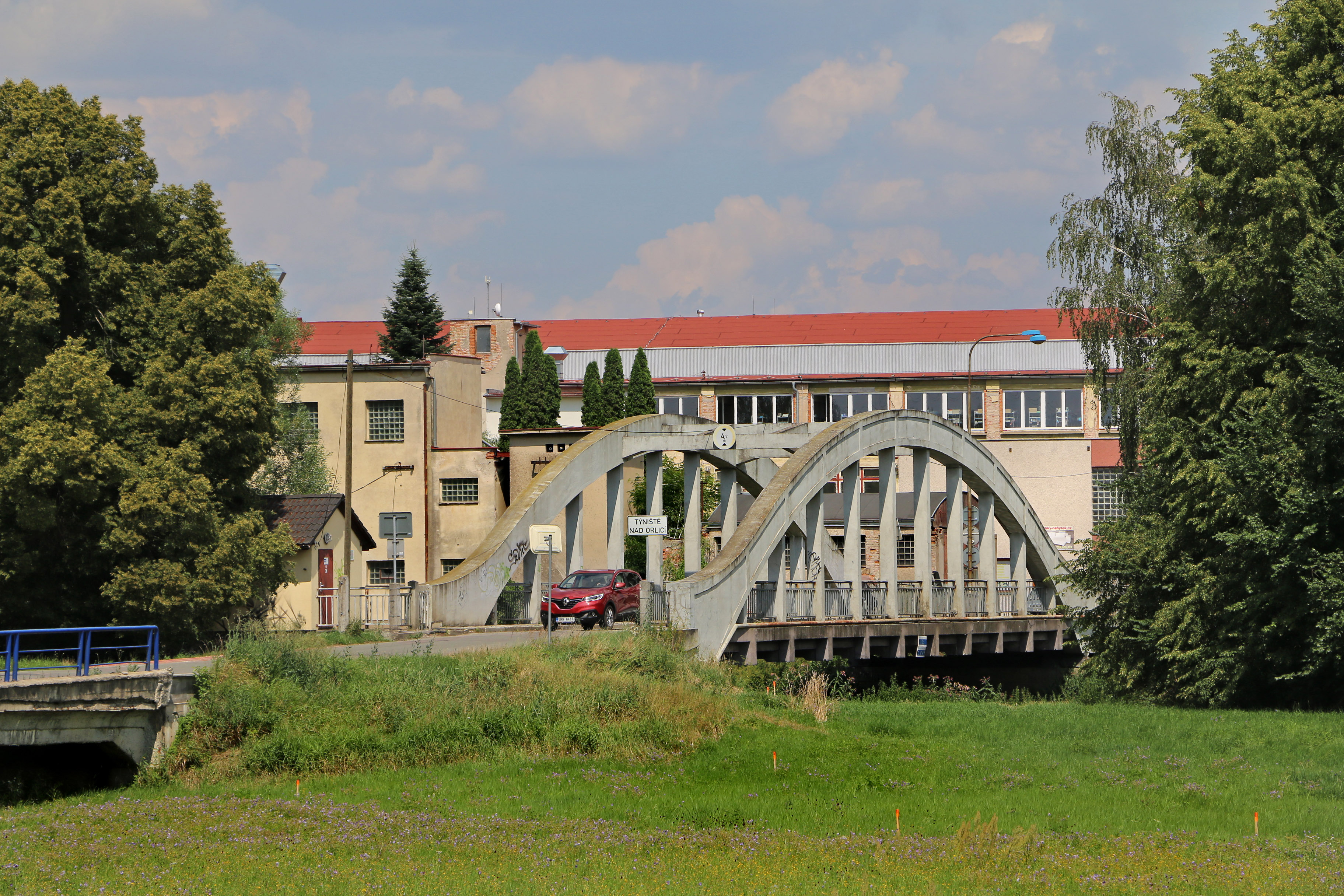
Pont sur l'Orlice.

## Personnalité
- Aloïs Vasatko (1908-1942), pilote tchécoslovaque